# Francesc-Xavier Ciuraneta Aymí

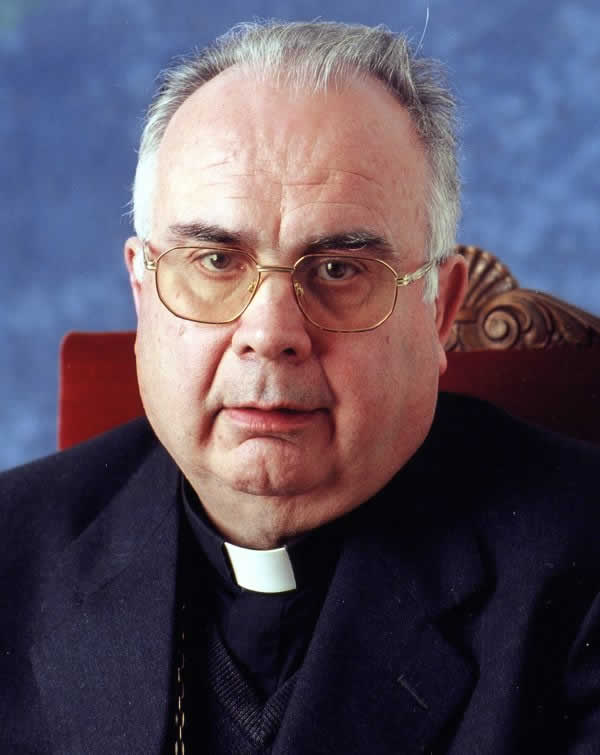
Francesc Xavier Ciuraneta (2016)

Francesc-Xavier Ciuraneta Aymí, auf Katalanisch Francesc Xavier Ciuraneta i Aymí (* 12. März 1940 in La Palma d’Ebre; † 11. November 2020 ebenda), war ein spanischer Geistlicher und römisch-katholischer Bischof von Lleida.

## Leben

Bischofswappen als Bischof von Lleida

Francesc-Xavier Ciuraneta Aymí empfing am 28. Juni 1964 die Priesterweihe.
Papst Johannes Paul II. ernannte ihn am 12. Juni 1991 zum Bischof von Menorca. Der Apostolische Nuntius in Spanien, Mario Tagliaferri, spendete ihm am 14. September desselben Jahres in der Kathedrale Santa Maria de Ciutadella die Bischofsweihe; Mitkonsekratoren waren Ricardo María Carles Gordó, Erzbischof von Barcelona, und Lluís Martínez Sistach, Bischof von Tortosa.
Am 29. Oktober 1999 wurde er zum Bischof von Lleida ernannt. Papst Benedikt XVI. gab seinem Rücktrittsgesuch aus gesundheitlichen Gründen am 8. März 2007 statt; Ciuraneta war an Parkinson erkrankt. 2007 wurde er mit dem Creu de Sant Jordi ausgezeichnet, der höchste Auszeichnung der Generalitat de Catalunya für natürliche oder juristische Personen, die sich um die katalanische Sprache oder Kultur verdient gemacht haben. Zudem wurde er mit der Medaille der Stadt Lleida geehrt, da er sich vielfach für die Stadt Lleida engagiert hat.
In der spanischen Bischofskonferenz war er von 1990 bis 2002 Mitglied der Bischofskommission des säkularen Apostolats. Darüber hinaus war er von 2002 bis 2008 Mitglied der Pastoralkommission. Unter anderem war er für den Diözesanprozess bei der Seligsprechung der Märtyrer der religiösen Verfolgung von 1931–1939 verantwortlich.